# Циекурс, Ян Петрович
Ян Петрович Циекурс (латыш. Jānis Ciekurs; род. 1931 год) — тракторист совхоза «Вийциемс» Валкского района Латвийской ССР. Герой Социалистического Труда (1973). Депутат Верховного Совета СССР 9-го созыва.

## Биография
Окончил неполную среднюю школу. С 1947 года — рабочий лесничества, сплавучастка. В 1951—1954 годах проходил срочную службу в Советской Армии. В последующие годы: тракторист машинно-тракторной станции, рабочий совхоза «Тринката» (1955—1959). С 1959 года — тракторист совхоза «Вийциемс» Валкского района.
Досрочно выполнил личные социалистические обязательства по производству сельскохозяйственных продуктов за 1973 год. Указом Президиума Верховного Совета СССР от 12 декабря 1973 года удостоен звания Героя Социалистического Труда «за большие успехи, достигнутые во Всесоюзном социалистическом соревновании, и проявленную трудовую доблесть в выполнении принятых обязательств по увеличении производства и продажи государству зерна, картофеля сахарной свёклы и продуктов земледелия в 1973 году» с вручением ордена Ленина и золотой медали Серп и Молот.
Избирался депутатом Верховного Совета СССР 9-го созыва (1974—1979). Член КПСС с 1975 года.
После выхода на пенсию проживал в Валкском районе.
Награды и звания
- Герой Социалистического Труда
- Орден Ленина — дважды.